# Мрачные тени (телесериал)
«Мрачные тени» (англ. Dark Shadows) — американская готическая «мыльная опера», выходившая по будням на телеканале «АВС» с 27 июня 1966 по 2 апреля 1971 года. Всего было показано 1225 эпизодов.

## Персонажи
| Актёр           | Роль                                       |
| --------------- | ------------------------------------------ |
| Джонатан Фрид   | Барнабас Коллинз                           |
| Грейсон Холл    | доктор Джулия Хоффман                      |
| Нэнси Баррет    | Кэролин Стоддаррд                          |
| Джоан Беннетт   | Элизабет Коллинз Стоддарт                  |
| Луис Эдмондс    | Роджер Коллинз                             |
| Кэтрин Ли Скотт | Мэгги Эванс                                |
| Дэвид Селби     | Квентин Коллинз                            |
| Дэвид Хенеси    | Дэвид Коллинз                              |
| Диана Миллей    | Лора Коллинз                               |
| Денайс Никерсон | Эми Коллинз • Эми Дженнингс • Нора Коллинз |

## Краткое содержание
Виктория Винтерс с 1 эпизода (27 июня 1966) по 127 (20 декабря 1966):
Виктория приезжает в Коллинвуд, чтобы стать гувернанткой Девида Коллинза, и обнаруживает, что в старинном особняке происходят странные вещи. Элизабет Коллинз Стоддарт хранит тайну и никогда не покидает поместье. Её дочь Каролин постоянно находится где-то вне дома. Отец Девида, Роджер Коллинз, боится, что его хотят убить.
Лаура Феникс серии с 128 (21 декабря 1966) по 192 (21 марта 1967):
Мать Дэвида, Лаура, возвращается после 10 лет отсутствия, чтобы найти сына. Она — бессмертный Феникс и хочет, чтобы он присоединился к ней в священном пламени египетского бога Ра. По роману Хаггарда «Она»[уточнить] (Rider Haggard «She»).